# 12. август
12. август (12.08.) је 224. дан у години по грегоријанском календару (225. у преступној години). До краја године има још 141 дана.

## Догађаји
- 1099 — Крсташи под командом Готфрида Бујонског су бици код Аскалона поразили фатимидску војску предвођену Ал-Афдалом Шаханшахом.
- 1450 — Енглези у Стогодишњем рату Французима предали лучки град Шербур, чиме је француски краљ Шарл VII завршио освајање Нормандије.
- 1687 — Аустријска и мађарска војска под командом Лудвига Вилхелма Баденског у одлучујућој бици код Мохача победила турску војску Мухамеда IV.
- 1708 — Отпочела опсада Лила током Рата за шпанско наслеђе.
- 1759 — Руске трупе генерала Салтикова и аустријске под Лаудоном у бици код Кунерсдорфа, у Седмогодишњем рату, поразиле пруску армију, коју је предводио краљ Фридрих II Велики. Дрезден пао у аустријске руке.
- 1813 — Аустрија објавила рат Наполеону.
- 1849 — Аустријска војска уз помоћ Русије угушила Мађарску револуцију, национални лидер Лајош Кошут напустио земљу.
- 1898 — Потписивањем протокола, којим је Шпанија уступила САД Кубу и Порторико, завршен Шпанско-амерички рат. САД истовремено анектирале Хаваје.
- 1914 — Уједињено Краљевство Велике Британије и Ирске|Велика Британија]] у Првом светском рату објавила рат Аустроугарској.
- 1916 — Кости Петра II Петровића Његоша пренете на Цетиње.
- 1944 — Прорадио први нафтовод под морем, којим је испод Ламанша нафта испоручивана савезничким снагама у Француској. Кроз нафтовод дневно пролазило 700 тона нафте.
- 1960 — САД лансирале први комуникацијски сателит Ехо 1.
- 1970 — У оквиру нове источне политике, канцелар Немачке Вили Брант у Москви потписао споразум којим су се Западна Немачка и СССР одрекли силе у међусобним односима и признале постојећу границу између две немачке државе.
- 1976 — Припадници либанске деснице, после једномесечне опсаде и жестоких борби, освојили палестински логор Тел ел Затар.
- 1978 — Јапан и Кина у Пекингу потписали споразум о миру и пријатељству.
- 1981 — IBM је представио IBM Personal Computer, први у низу IBM-компатибилних персоналних рачунара.
- 1982 — Мексико је објавио да није у стању да плати свој велики страни дуг, што је изазвало дужничку кризу која се раширила широм Латинске Америке.
- 1984 — У Лос Анђелесу завршене 23. Олимпијске игре на којима је учествовало 140 земаља. Репрезентација Југославије освојила седам златних медаља, четири сребрне и седам бронзаних.
- 1985 — Џапан ерлајнс лет 123 се срушио на врх планине Такамагахара у јапанској префектури Гунма, усмртивши 520 од 524 људи у авиону у највећој авионској несрећи у којој је учествовао један авион.
- 1991 — Проглашено стварање новог политичког ентитета под називом: Српска Аутономна Област Западна Славонија
- 1992 —
  - Република Српска променила име из Српска Република Босна и Херцеговина у данашњи назив Република Српска
  - САД, Канада и Мексико постигли споразум о стварању јединствене зоне слободне трговине, чиме је створен највећи светски трговински блок.
- 2000 — У Баренцовом мору потонула руска нуклеарна подморница Курск, после две експлозије узроковане кваром, у којој је погинуло свих 118 чланова посаде.
- 2001 —
  - Краљ Камбоџе Нородом Сиханук парафирао закон којим је установљен специјални камбоџански суд међународног карактера за суђење бившим вођама Црвених Кмера за злочине против човечности, почињене током владавине од 1975. до 1979.
  - Више од 11.000 становника јапанског острва Окинава евакуисано пре демонтирања америчке бомбе тешке 36 килограма, преостале из Другог светског рата

## Рођења
- 1762 — Џорџ IV, краљ Уједињеног Краљевства Велике Британије и Ирске и Хановера. (прем. 1830)
- 1881 — Сесил Б. Демил, амерички редитељ, продуцент и сценариста. (прем. 1959)
- 1887 — Ервин Шредингер, аустријски теоријски физичар, добитник Нобелове награде за физику (1933). (прем. 1961)
- 1910 — Џејн Вајат, америчка глумица. (прем. 2006)
- 1913 — Светозар Косорић, учесник Народноослободилачке борбе и народни херој Југославије. (прем. 1943)
- 1922 — Војислав Нановић, југословенски и српски редитељ и сценариста. (прем. 1983)
- 1930 — Џорџ Сорос, мађарско-амерички бизнисмен.
- 1935 — Џон Казале, амерички глумац. (прем. 1978)
- 1949 — Марк Нопфлер, британски музичар и музички продуцент, најпознатији као суоснивач, гитариста и певач групе Dire Straits.
- 1954 — Пет Метини, амерички џез музичар (гитариста и композитор).
- 1954 — Франсоа Оланд, француски политичар, 24. председник Француске.
- 1960 — Лоран Фињон, француски бициклиста. (прем. 2010)
- 1961 — Игор Леонидович Трунов, економиста, правник и професор, адвокат и политичар.[1]
- 1964 — Чики Бегиристајн, шпански фудбалер.
- 1965 — Питер Краузе, амерички глумац.
- 1967 — Емил Костадинов, бугарски фудбалер.
- 1969 — Танита Тикарам, енглеска музичарка.
- 1971 — Пит Сампрас, амерички тенисер.
- 1971 — Михаило Увалин, српски кошаркашки тренер.
- 1972 — Светлана Илић, српска одбојкашица и одбојкашка тренеркиња.
- 1973 — Марк Јулијано, италијански фудбалер и фудбалски тренер.
- 1975 — Кејси Афлек, амерички глумац.
- 1977 — Ива Мајоли, хрватска тенисерка.
- 1977 — Ајс Нигрутин, српски хип хоп музичар.
- 1981 — Џибрил Сисе, француски фудбалер.
- 1981 — Риин Там, естонска генетичарка.
- 1983 — Мерјем Узерли, турско-немачка глумица.
- 1983 — Клас-Јан Хунтелар, холандски фудбалер.
- 1984 — Шерон Симпсон, јамајканска атлетичарка.
- 1988 — Тиџеј ван Гардерен, амерички бициклиста.
- 1989 — Том Клеверли, енглески фудбалер.
- 1990 — Марио Балотели, италијански фудбалер.
- 1991 — Крис Мидлтон, амерички кошаркаш.
- 1992 — Кара Делевин, енглеска глумица и модел.
- 1995 — Раде Загорац, српски кошаркаш.
- 1995 — Руда, српски репер.
- 1998 — Стефанос Циципас, грчки тенисер.
- 1999 — Матејс де Лигт, холандски фудбалер.

## Смрти
- 30. п. н. е. — Клеопатра VII, краљица хеленистичког Египта и последњи египатски фараон. (рођ. 69. п. н. е.)
- 1827 — Вилијам Блејк, енглески сликар, бакрорезац и писац.
- 1848 — Џорџ Стивенсон, енглески инжењер и изумитељ.
- 1854 — Теодор Павловић, први секретар Матице српске.
- 1900 — Вилхелм Штајниц, аустријски велемајстор.
- 1906 — Стеван Сремац, српски књижевник (рођ. 1855)[2]
- 1922 — Артур Грифит, ирски политичар.
- 1955 — Томас Ман, немачки писац, добитник Нобелове награде за књижевност 1929. (рођ. 1875)
- 1964 — Ијан Флеминг, енглески новинар и писац шпијунских романа о Џејмс Бонду (рођ. 1908)
- 1976 — Владимир Велмар-Јанковић, српски правник, психолог, драмски писац, приповедач, есејиста и критичар. (рођ. 1895)[3]
- 1982 — Хенри Фонда, амерички глумац. (рођ. 1905)
- 1988 — Жан-Мишел Баскијат, амерички сликар. (рођ. 1960)
- 1989 — Вилијам Шокли, амерички физичар. (рођ. 1910)
- 2000 — Лорета Јанг, америчка глумица. (рођ. 1913)[4]
- 2014 — Лорен Бакол, америчка глумица. (рођ. 1924)
- 2021 — Емилио Флорес Маркез, порторикански суперстогодишњак. (рођ. 1908)

## Празници и дани сећања
- Међународни празници
  - Међународни дан младости
- Српска православна црква данас прославља:
  - Преподобна мати Ангелина Српска